# 大和路
大和路（やまとじ）とは、現在の奈良県域を指す大和への道や域内を通過する道、特に、京都の五条口から伏見・木津を経て大和に至る道を指すことばである。

## 用例
『万葉集』に「大和路の吉備の児島を過ぎて行かば、筑紫の児島、思ほえむかも」（大伴旅人）と用例がみられるように、古くから旅情の趣を醸す言葉であった。
近現代の散文においては〈大和（奈良県）のいろいろなところ〉というニュアンスをもって使われる場合が多い。1935年には、谷崎潤一郎が『旅のいろいろ』という文章で、大阪湊町駅からの関西本線に乗っての移動を、「関西線の汽車に乗って春の大和路を眺めることを楽しみの一つに数えているのである」と記述している。1940年代に、堀辰雄が『大和路・信濃路』というエッセイを発表している。堀は、1941年秋、奈良ホテルに滞在し、海龍王寺、秋篠寺、薬師寺、唐招提寺などを巡遊しながら、このエッセイを書いた。1941年には、関西急行電鉄（現：近畿日本鉄道）が、『大和路叢書』というシリーズものの観光案内を出版した。写真家、入江泰吉は自著のタイトルに〈大和路〉の文言を何度も使っている。
1986年、国鉄天王寺鉄道管理局の「あなたとなら・大和路キャンペーン」にも、〈大和路〉の言葉が使われた。これは、〈あなたとなら〉の〈なら〉を、〈奈良大和路〉の〈奈良〉との掛詞として用いたものである。このキャッチフレーズは、2010年のポスターにも使用されている。漫画『究極超人あーる』で、主人公たちが修学旅行に出かけるエピソードが単行本に収録されたときの章見出しにも、このキャンペーンの文言が使用された。1988年には、JR西日本が、関西本線（加茂 - 湊町(当時)間）の愛称として「大和路線」と命名。翌1989年には、同線を運行する列車の種別名にも「大和路快速」の名を用いた。
2010年に上田正昭が角川選書から刊行した、奈良・飛鳥の歴史随筆に『大和路の旅』がある。
2015年に、水森かおりはシングル曲「大和路の恋」を発表し、その歌詞中には桜井市の三輪山・大神鳥居が登場する。
2019年9月に、真木柚布子は「春が咲く」のカップリング曲として「大和路」を発表。